# Epalpus unicolor
Epalpus unicolor là một loài ruồi trong họ Tachinidae.